# 市村昭三
市村昭三（いちむら しょうぞう、1928年10月9日- ）は、日本の経営学者、九州大学名誉教授。

## 人物・来歴
福岡県出身。一橋大学大学院商学研究科修了、1966年商学博士。西南学院大学助教授、九州大学経済学部教授、92年定年退官、名誉教授、福岡大学教授、九州情報大学経営情報学部教授、学部長、副学長。

## 著書
- 『資本構造計画論』同文館出版, 1965
- 『運転資本管理』 (現代企業財務シリーズ) 同文館出版, 1975
- 『資金会計の基本問題』森山書店, 1979.5

### 共編著
- 『財務管理の基礎理論』森昭夫共編. 同文館出版, 1986.6
- 『資本構成と資本市場』編. 九州大学出版会, 1990.2
- 『財務管理論』編著. 創成社, 1994.9
- 『テキスト基本経営学』須本隆幸,井上善海, 徳重宏一郎共著. 中央経済社, 2003.6

記念論文集
- 『ベンチャービジネスのファイナンス研究 市村昭三先生喜寿記念』中央経済社 2006